# Brian McKnight (album)
Brian McKnight è il primo album in studio del cantautore statunitense omonimo, pubblicato nel 1992.

## Tracce
1. Yours – 4:42 (Brian McKnight, Gerry Brown, Henrik Marquart)
2. The Way Love Goes – 5:07 (Brian McKnight, Brandon Barnes)
3. Goodbye My Love – 4:24 (Brian McKnight, Brandon Barnes)
4. Love Me, Hold Me – 4:56 (Brian McKnight, Brandon Barnes, Victor Brooks)
5. After the Love – 5:27 (Brian McKnight, Brandon Barnes)
6. One Last Cry – 4:55 (Brian McKnight, Brandon Barnes, Melanie Barnes)
7. Never Felt This Way – 5:36 (Brian McKnight, Brandon Barnes)
8. I Couldn't Say – 5:45 (Brian McKnight, Brandon Barnes)
9. Stay The Night – 5:34 (Brian McKnight, Brandon Barnes)
10. Is The Feeling Gone – 4:02 (Brian McKnight, Brandon Barnes, Edward Martin)
11. I Can't Go for That (No Can Do) – 5:05 (Daryl Hall, John Oates, Sara Allen)
12. Oh Lord – 4:24 (Brian McKnight, Brandon Barnes)
13. My Prayer – 3:18 (Brian McKnight, Brandon Barnes)